# نادي القرين
نادي القرين الرياضي نادي رياضي كويتي، يقع في منطقة العدان، تأسس في 23 مارس 2011.

## أعضاء مجلس الإدارة
- الرئيس الفخري للنادي: أحمد الشحومي[2]
- رئيس مجلس إدارة النادي: أحمد عيد ناصر الشريع
- نائب رئيس مجلس الإدارة: أحمد عبد الرحمن أحمد العمار
- أمين السر العام: سعود لافي سعود الشحومي
- أمين الصندوق: عبد الله نصار هادي العازمي
- أمين السر المساعد: عبد الكريم الشحومي
- أمين الصندوق المساعد: يوسف سعد عبد الله القديري
- أعضاء مجلس الإدارة: أحمد الغوينم، أحمد طالح المطيري، صلاح إلياس سبزالي، مبارك عايد العازمي، فهد إسماعيل النجار.